# Teixidor caputxí
El teixidor caputxí (Ploceus melanogaster) és un ocell de la família dels ploceids (Ploceidae).

## Hàbitat i distribució
Habita els boscos a les muntanyes del sud-est de Nigèria i Camerun, l'illa de Bioko, nord-est i est de la República Democràtica del Congo, extrem est de Sudan del Sud, oest d'Uganda, Ruanda, Burundi, oest de Kenya i oest de Tanzània.